# Riabcewo (rejon poczinkowski)
Riabcewo (ros. Рябцево) – wieś (ros. деревня, trb. dieriewnia) w zachodniej Rosji, w osiedlu wiejskim Muryginskoje rejonu poczinkowskiego w obwodzie smoleńskim.

## Geografia
Miejscowość położona jest w dorzeczu Dniepru, 10 km od drogi federalnej R120 (Orzeł – Briańsk – Smoleńsk – Witebsk), 17 km od centrum administracyjnego osiedla wiejskiego (Murygino), 27,5 km od centrum administracyjnego rejonu (Poczinok), 25 km od Smoleńska. W dieriewni znajduje się stacja kolejowa Riabcewo.

## Demografia
W 2010 r. miejscowość zamieszkiwało 597 osób.